# Heteropeza ulmi
Heteropeza ulmi är en tvåvingeart som först beskrevs av Ephraim Porter Felt 1911.  Heteropeza ulmi ingår i släktet Heteropeza och familjen gallmyggor.
Artens utbredningsområde är New York. Inga underarter finns listade i Catalogue of Life.